# حلمي الحديدي
الدكتور حلمي عبد الرازق الحديدي (1935 -) هو وزير الصحة المصري سابقاً، ويعد من أبرز الأطباء المصريين ممن سلكوا العمل السياسي منذ سبعينيات القرن العشرين، بدأها بعضوية في حزب العمل الاشتراكى المصري، ثم عضوية الحزب الوطنى الديمقراطى المنحل، ثم منصب وزير الصحة.

## حياته ونشأته
حلمي الحديدي من مواليد فارسكور سنة 1935، حصل على الدكتوراه في جراحة عظام سنة 1962، والزمالة من كلية الجراحين الملكية البريطانية بلندن سنة 1966.

## مسيرته
- أثناء فترة الجامعة لم يهتم بالسياسة، وأصدر «جريدة إلى الأمام» لينتقد فيها اتحاد الطلاب الذي كان معظمه من الاخوان المسلمين.[2]
- سافر لإنجلترا في عام 1966، للحصول على الدراسات العالية في جراحة العظام، وحصل على الزمالة في أول امتحان له، فعرضت الحكومة البريطانية عليَّه الجنسية البريطانية والبقاء في إنجلترا، ولكنه رفض الجنسية.
- قدم لوزارة الصحة العديد من الإنجازات المهمة، ومنها:

(إنشاء مستشفى الهلال، ووقف استعمال الحقن الزجاجية التي كانت تستخدم أكثر من مرة، وتسبب العدوى بالأمراض الخطيرة.
- رئاس مجلس أمناء مدينة دمياط الجديدة.
- عضو منظمة تضامن الشعوب الأفريقية الآسيوية.
- شغل منصب وزير الصحة المصري خلال فترة (5 سبتمبر 1985 - 11 نوفمبر 1986) في وزارة علي لطفي.[4]

## تكريمه
كرمه الرئيس جمال عبد الناصر مرتين؛
- الأولى في عام 1961 في أول عيد علم، والذي حضره عبد الناصر والدكتور طه حسين.
- الثانية بعد حصوله على درجة الدكتوراه في عيد العلم الرابع، وحضره رئيس الوزراء الصينى التاريخى شوين لاى.